# Olulis lignigeralis
Olulis lignigeralis är en fjärilsart som beskrevs av Walker. Olulis lignigeralis ingår i släktet Olulis och familjen nattflyn. Inga underarter finns listade i Catalogue of Life.